# Campionato italiano maschile di pallanuoto 1930
Il campionato italiano 1930 è stata la 14ª edizione della massima serie, ed allora unica, del campionato italiano maschile di pallanuoto. Le squadre partecipanti affrontarono inizialmente una fase a gironi, per poi disputare le finali a Genova, il 13 e il 14 settembre 1930.

## Finali

### Finale 5º - 6º posto
|        | Risultato |         |
| ------ | --------- | ------- |
| Milano | 3-0       | Venezia |

### Finale 3º - 4º posto
|        | Risultato |           |
| ------ | --------- | --------- |
| Napoli | 3-2       | Triestina |

### Finale 1º - 2º posto
|              | Risultato |           |
| ------------ | --------- | --------- |
| Andrea Doria | 5-0       | Florentia |

## Verdetti
- Andrea Doria Campione d'Italia 1930